# L'Adoration des mages (Veneziano)
Pour les articles homonymes, voir L'Adoration des mages (homonymie).
L'Adoration des mages est une peinture à tempera sur bois, un tondo de 84 cm  de diamètre, réalisé par Domenico Veneziano, datable de 1439-1441 environ et conservé à la  Gemäldegalerie de Berlin.